# Барби
 Тази статия е за играчката.  За селото във Франция вижте Барби (село).  
 Барби (на английски: Barbie), умалително от Barbara (Барбара), е популярна детска кукла.
За първи път е пусната през 1959 г. в щата Уисконсин, САЩ. Нейна „майка“ е Рут Хандлер. Пълното име на Барби е Барбара Милисънт Робъртс. През 2001 година започват да се правят филми за Барби.

## История
Куклата Барби се произвежда от американската фирма Мател. Продава се в 154 страни по света. В Европа започва да се продава през 1961 г. Барби има свой приятел на име Кен. Има и сестри – Стейси, Челси и Скипър. Приятелки и са Съмър, Ники, Тереза, Мидж. Има враг – момиче на име Ракел. Ракел е влюбена в Кен, а братът на Ракел, Раян – в Барби. Те се опитват да ги разделят, но едва ли ще успеят някога. Мидж е първата приятелка на Барби, понеже и двете са живели в Уисконсин и са се запознали там. Барби е „родена“ на 9 март 1959 г. Нейните пропорции по отношение на реалните свят са 1:6. Куклата е висока минимум 26 см най-голям ръст е 50 см.